# Evangeliar aus Saint-Martin-des-Champs

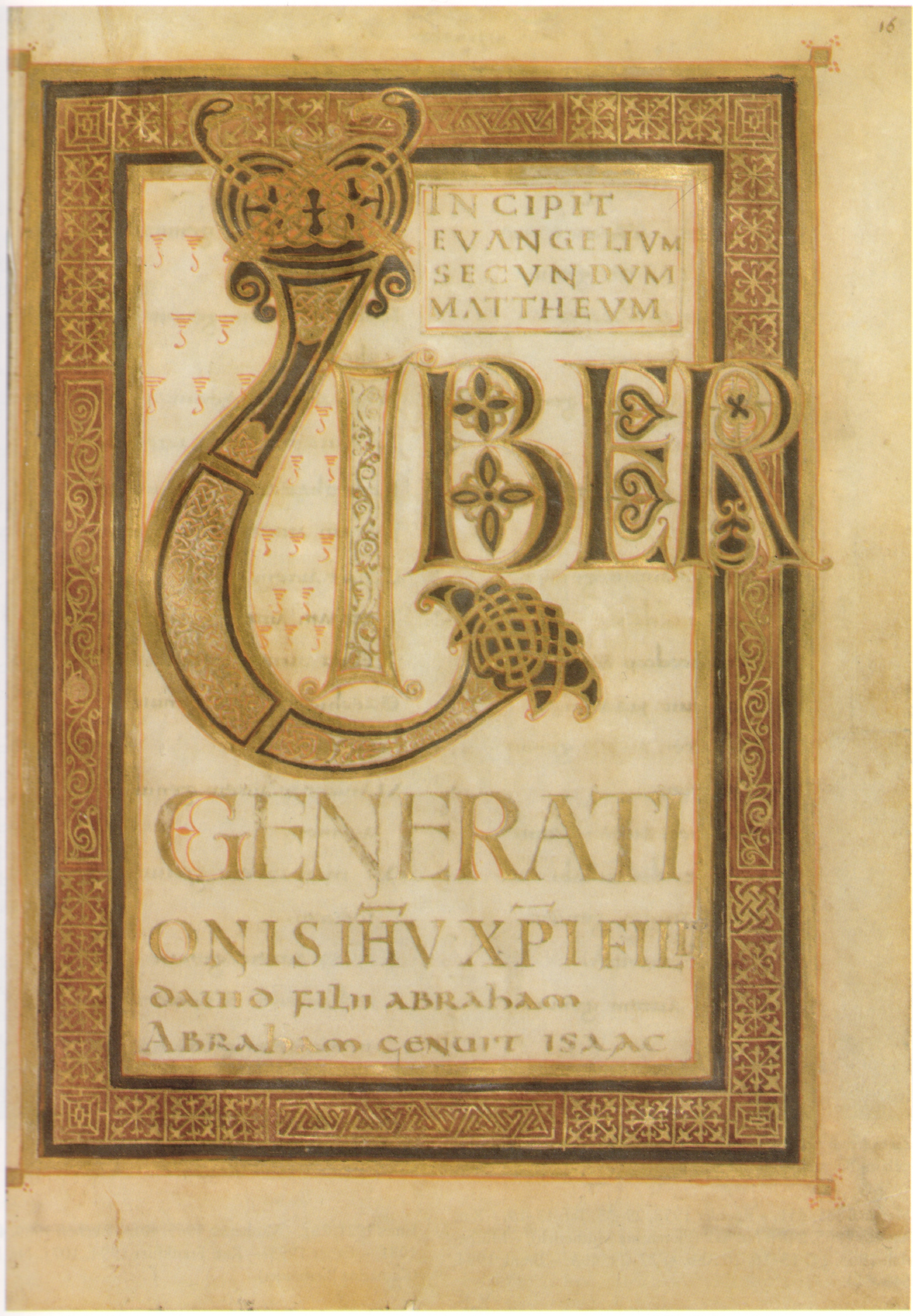
Beginn des Liber generationis auf fol. 16r

Das Evangeliar aus Saint-Martin-des-Champs oder Evangeliar der Pariser Arsenal-Bibliothek ist eine karolingische Bilderhandschrift, die um 790 in der Hofschule Karls des Großen entstand. Mit der Ada-Handschrift ist es das älteste erhaltene Evangeliar der sogenannten „Ada-Gruppe“.
Das Evangeliar umfasst 178 Pergamentblätter, sein Format beträgt 26,5 × 19 cm. Heute befindet sie sich in der Pariser Bibliothèque de l’Arsenal (Ms. Lat. 599).